# Александровский район (Томская область)
Алекса́ндровский район — административно-территориальная единица (район) и муниципальное образование (муниципальный район) в Томской области России, самый удалённый от областного центра.
Административный центр — село Александровское.

## География
Площадь района — 29,9 тыс. км² (9,6 % территории области). Район расположен на севере области между 59 и 61 градусами северной широты. Протяжённость района с севера на юг 150 километров, с запада на восток — 300 километров.
Граничит с Каргасокским районом Томской области и Нижневартовским районом Ханты-Мансийского автономного округа. На севере района расположен город Стрежевой, представляющий собой отдельное муниципальное образование.
Обь разделяет район на две равные части, протекая с юго-востока на северо-запад, и является основной транспортной магистралью, вдоль которой расположены все населённые пункты.

### Климат
Александровский район приравнен к районам Крайнего Севера.
Климат континентальный, избыточно влажный.
Природные запасы
Полезные ископаемые
Район известен большими запасами нефти и газа. Большинство из них расположены на левом берегу Оби, правобережье изучено слабо.
Основные ресурсы:
- нефть (открыто 22 месторождения);
- газ (открыто 2 месторождения);
- торф (выявлено 128 месторождений);
- кирпично-керамзитовые глины (843 тысячи кубометров);
- минеральные воды;
- бурый уголь.

Лесные ресурсы

Леса занимают 47 % общей площади района, однако их промышленное использование затруднено ввиду транспортной недоступности.
Велик запас лекарственных трав, грибов, ягоды (клюква, брусника, черника, смородина), кедрового ореха. Общий запас ягод в районе оценивается в 1 150 тонн. По суммарным запасам грибов среди районов Томской области, Александровский район стоит на третьем месте после Каргасокского и Верхнекетского районов (12,5 % запасов области).
Площадь охотничьих угодий в районе составляет 28 640 квадратных километров.
Водные ресурсы
Северо-восточная часть района сильно заболочена (80 %), в то время как в юго-западной части болот сравнительно мало (20 %). По южной границе района проходит граница между твёрдой частью суши и Васюганскими болотами, урочище называется Васюганский материк. Общая площадь болот в районе — 10 039 км².
В районе расположены два озера Байкал, которые с известным озером Байкал имеют только общее название. Одноимённые озёра находятся на расстоянии менее 30 километров друг от друга. Также выделяются другие крупные озёра: Голова, Имъэмтор, Большое, Иконное, Иллипех и Лаксыльентарь.
Основная река — Обь и её притоки: Киевский Ёган, Ларъёган, Большая Окунёвка, Трайгородская, Кулымский Ёган, Назинская и другие.

## История
Александровский район был образован из бывшей Александровской волости в составе Тобольского округа Уральской области: 10 января 1924 года Александровский волостком был преобразован в райисполком. Так как в 1920—1921 годах происходила передача Александровской волости Тобольского округа в состав Нарымского уезда Томской губернии, а Александровских волостей в Томской губернии оказалось несколько (едва ли не в каждом уезде), то это создало некоторую административную путаницу: первые советские органы считали волость относящейся то к Тобольску, то к Томску. Созданный в январе 1924 года на основе волости Александровский район в 1925 году отдельно был указан как входящий впредь в состав Томского округа (бывшие Томский и Нарымский уезды) Сибирского края.
30 июля 1930 года Сибирский край был разделён на западную и восточную части (Томский округ был при этом упразднён), и Александровский район оказался в составе Западно-Сибирского края..
26 мая 1932 года в Западно-Сибирском крае был создан Северный округ, уже в августе того же года переименованный в Нарымский округ, в состав которого перешёл и Александровский район. 28 сентября 1937 года Западно-Сибирский край был расформирован, и Нарымский округ вошёл в состав новообразованной Новосибирской области. 13 августа 1944 года Нарымский округ был упразднён, а район вошёл в состав новообразованной Томской области.
6 марта 1978 года посёлок Стрежевой Александровского района получил статус города областного подчинения.

## Население
| 2002   | 2004    | 2005    | 2006    | 2007    | 2008    | 2009  |
| ------ | ------- | ------- | ------- | ------- | ------- | ----- |
| 10 136 | →10 136 | ↗10 257 | ↘10 148 | ↘10 000 | →10 000 | ↘9841 |
| 2010   | 2011    | 2012    | 2013    | 2014    | 2015    | 2016  |
| ↘8686  | ↘8656   | ↘8466   | ↘8380   | ↘8331   | ↘8255   | ↘8237 |
| 2017   | 2018    | 2019    | 2020    | 2021    |         |       |
| ↘8174  | ↘8019   | ↘7921   | ↘7743   | ↘7605   |         |       |

Численность населения района составляет 0.73 % от населения области.
По данным на 1 января 2007 года в районе насчитывается 3625 домохозяйств.
Численность трудоспособного населения района — 6,0 тысяч человек, пенсионеров по возрасту — 2,7 тысяч человек, численность работающих по учитываемому статистикой кругу предприятий — 4 тысячи человек.

### Национальный состав
- русские — 80 %;
- немцы — 9 %;
- ханты и селькупы — 4,8 %.

## Муниципально-территориальное устройство
В муниципальный район входят 6 муниципальных образований со статусом сельских поселений.
Город Стрежевой образует отдельный городской округ и в состав района не входит.
| № | Муниципальное образование          | Административный центр | Количество населённых пунктов | Население (чел.) | Площадь (км²) |
| - | ---------------------------------- | ---------------------- | ----------------------------- | ---------------- | ------------- |
| 1 | Александровское сельское поселение | село Александровское   | 2                             | ↗6665            | 8797,22       |
| 2 | Лукашкин-Ярское сельское поселение | село Лукашкин Яр       | 1                             | ↘246             | 1395,43       |
| 3 | Назинское сельское поселение       | село Назино            | 1                             | ↘314             | 1450,65       |
| 4 | Новоникольское сельское поселение  | село Новоникольское    | 1                             | ↘141             | 1236,47       |
| 5 | Октябрьское сельское поселение     | посёлок Октябрьский    | 1                             | ↗137             | 991,06        |
| 6 | Северное сельское поселение        | посёлок Северный       | 2                             | ↗102             | 579,04        |

### Населённые пункты
В Александровском районе 8 населённых пунктов.
| № | Населённый пункт | Тип     | Население | Муниципальное образование          |
| - | ---------------- | ------- | --------- | ---------------------------------- |
| 1 | Александровское  | село    | ↘6586     | Александровское сельское поселение |
| 2 | Ларино           | деревня | ↗79       | Александровское сельское поселение |
| 3 | Лукашкин Яр      | село    | ↘246      | Лукашкин-Ярское сельское поселение |
| 4 | Назино           | село    | ↘314      | Назинское сельское поселение       |
| 5 | Новоникольское   | село    | ↘141      | Новоникольское сельское поселение  |
| 6 | Октябрьский      | посёлок | ↗137      | Октябрьское сельское поселение     |
| 7 | Светлая Протока  | деревня | ↗23       | Северное сельское поселение        |
| 8 | Северный         | посёлок | ↗79       | Северное сельское поселение        |

## Экономика
Промышленность
На территории района имеется 22 месторождения нефти и 2 месторождения газа промышленного значения.
Транспорт
Важной особенностью района является его транспортная изолированность, как от Томска, так и от соседнего Ханты-Мансийского округа. Добраться до областного центра можно самолётом, с помощью парома либо по зимнику, а от Нижневартовска район отделяет река Вах, мост через которую был открыт только в ноябре 2014 года.
Автомобильный
Автодорога Стрежевой — Медведево — Оленье — Пионерный — Игол. Через 35 км от п. Медведево находится перекрёсток с подъездом к Александровскому (35 км).
Мост через Обь отсутствует, зимой действует ледовая переправа, летом — паром «Медведево — Колтогорск» (6—8 рейсов в день).
Воздушный
Из Стрежевого выполняются авиарейсы в Томск и Новосибирск.
Водный
В летнее время 4 раза в неделю ходит паром «Стрежевой (Колтогорск) — Каргасок», на котором установлены купейные железнодорожные вагоны, где предоставляются спальные места и предлагается горячее питание.
По линии «Стрежевой (Колтогорск) — Александровское — Каргасок» ежедневно ходит теплоход «Восход», по линии «Нижневартовск — Каргасок» через день с промежуточными остановками в восьми населённых пунктах ходит теплоход «Ракета».
Трубопроводный
По территории района проходят нефтепроводы:
- Александровское — Нижневартовск;
- Александровское — Томск — Анжеро-Судженск.

Газопровод Нижневартовск — Парабель — Кузбасс.